# Chhapar
Chhapar é uma cidade e um município no distrito de Churu, no estado indiano de Rajastão.

## Geografia
Chhapar está localizada a 27° 49′ N, 74° 24′ L. Tem uma altitude média de 302 metros (990 pés).

## Demografia
Segundo o censo de 2001, Chhapar tinha uma população de 17,855 habitantes. Os indivíduos do sexo masculino constituem 51% da população e os do sexo feminino 49%. Chhapar tem uma taxa de literacia de 55%, inferior à média nacional de 59.5%; a literacia no sexo masculino é de 65% e no sexo feminino é de 46%. 19% da população está abaixo dos 6 anos de idade.